# Cobitis turcica
Cobitis turcica és una espècie de peix de la família dels cobítids i de l'ordre dels cipriniformes.

## Morfologia
- Els mascles poden assolir 8,1 cm de llargària total.[5]

## Reproducció
És ovípar.

## Hàbitat
Viu en zones de clima subtropical.

## Distribució geogràfica
Es troba a l'Anatòlia central (Turquia) i la conca del riu Kor (Iran).